# アニェス・ド・フランス (東ローマ皇后)
アニェス・ド・フランス（Agnès de France, ギリシャ語:Άννα της Γαλλίας, 1171年 - 1204年以後）は、東ローマ帝国皇帝アレクシオス2世コムネノスの皇后。のちアンドロニコス1世コムネノスの皇后。
父はフランス王ルイ7世、母は3度目の王妃アデル・ド・シャンパーニュ。異母姉にマリー、アリックス、マルグリット、アデル、同母兄にフィリップ2世がいる。

## 生涯

### 最初の結婚
1178年、聖地からの帰途にコンスタンティノープルを訪れたフランドル伯フィリップに、東ローマ皇帝マヌエル1世コムネノスは、ルイ7世の姫を嫡男アレクシオスの妻に迎えたいと切り出した（1147年の第2回十字軍のおり、ルイと当時の王妃アリエノール・ダキテーヌと面会していた）。マヌエルは「ローマ帝国」の地位を争うドイツ・神聖ローマ帝国に対抗するため、同盟するならフランスがふさわしいと考えていたのだった。1178年の冬から翌年にかけて、皇帝の大使たちがフランスを訪れ、婚約が整った。
生来の結婚が許嫁の家族に持ち出されて成立するのは、当時珍しいことではなかった。アニェスは、リチャード1世の許嫁として9歳でイングランドへ渡った異母姉アリースと、この時会ったことがなかった（この結婚は破談となる）。アニェスはモンペリエをたち、1179年の復活祭に、コンスタンティノープルへ向けて出航した。途中、ジェノヴァで小型艦隊は5艘から19艘に増えた。
1179年の夏の終わりに、コンスタンティノープルへ到着し、アニェスはにぎやかな祝いの行事に迎えられた。歴史家ギヨーム・ド・ティールによれば、この時のアニェスは8歳で、婚約者のアレクシオスは13歳だったというが、実際の彼は10歳だった。もしアニェスが本当に8歳だったとすれば、12世紀の解釈として、結婚年齢には3歳幼かったことになる。
1180年3月2日、挙式は大宮殿で行われた。アニェスはギリシャ風にアンナと改名した。この挙式のほぼ1ヶ月後、アレクシオスの異母姉マリア・コムネナとモンフェラート侯子ラニエリの挙式が、これも盛大にとりおこなわれた。
同年9月、マヌエル帝が崩御し、アレクシオス2世コムネノスが即位した。彼はあまりに幼く、統治を助けるものはなかった。皇太后マリアが、マリア・コムネナやアレクシオス帝以上に、国事に影響を及ぼした。

### コムネノス朝の崩壊
1183年、マリア・コムネナによって、マヌエル帝の従弟にあたるアンドロニコスが呼び寄せられた。マヌエル帝が存命中に最も恐れた男で、彼自身、帝位への野望を隠さなかった。彼は、マリア・コムネナとその夫ラニエリを毒殺したと信じられている。彼は皇太后マリアを捕らえ、すぐに処刑した。アンドロニコスはアレクシオスと共同統治帝として、アンドロニコス1世コムネノスと名乗った。しかし、1183年の10月、彼は自身でアレクシオスを弓の弦で絞め殺した。アンナはわずか12歳だったため、皇位を正当化するならいとして彼女を皇后にするのには60歳のアンドロニコスも躊躇し、亡妻との子マヌエルに彼女を妻とするよう命じた。ところが、皇太后マリアの処刑にも反対した彼は、この命令も拒んだ。そのため、アンドロニコスはアニェスと結婚した。
アンドロニコスは、最初の妻との間に2男をもうけており、実の姪にあたる二人の愛妾（エウドキア・コムネナとテオドラ・コムネナ）と、皇太后マリアの同母妹フィリッパも過去に愛人関係にあった。元エルサレム王妃テオドラ・コムネナとの間には1男1女が生まれている。アレクシオスの死後、アンドロニコスの共同統治帝となった嫡子マヌエルには、このとき既に長子アレクシオス（のちのトレビゾンド帝国皇帝アレクシオス1世）が生まれていた。
アンナは、アンドロニコスが1185年9月に廃位されるまで2年あまりを皇后として過ごした。アンドロニコスは強権的な改革で東ローマ帝国を立て直そうとしたが、次第に統治は過酷になり市民や貴族の不満が溜まっていった。ノルマン人のギリシャ侵攻で首都市民がパニック状態になって反乱を起こすと、アンドロニコスはアンナと愛人たちを連れて船で首都を脱出した。彼らは黒海沿岸の要塞都市にたどりついた。彼らは、過去に亡命したことのあるクリミア半島へ向かおうとしていた。しかし逆風のため船は進まず、追っ手に捕らえられてアンドロニコスは首都へ連れ戻された。彼は、新皇帝イサキオス2世から市民へ「圧制者」として引き渡され、なぶり殺しにされた。

### 後生
アンナの消息が伝えられるのは、1193年のフランスの年代記によってである。彼女は、帝国北部の軍人テオドロス・ブラナスの愛人となっていた。2人は、平民と結婚すると寡婦財産を失うという帝国の規定のため、結婚できないでいた。
2人はのちに、ラテン帝国皇帝ボードゥアン1世にせき立てられ、1204年についに結婚した。テオドロス・ブラナスがラテン帝国の軍人になっているという1219年の記載を最後に、アンナの存在は歴史の中から消えた。
アンナとテオドロスには、少なくとも1女が生まれていたことが確認されている。彼女はバザルヌ領主ナルジョ・ド・トゥシーと結婚し、その1男フィリップ・ド・トゥシーはラテン帝国の摂政となり、娘はアカイア公ギヨーム2世・ド・ヴィルアルドゥアンと結婚した。